# Добрышин, Александр Фёдорович
Александр Фёдорович Добрышин (1871—1942) — русский военачальник, генерал-лейтенант.

## Биография
Родился 16 мая 1871 года в православной дворянской семье. Отец — подполковник Фёдор Филиппович Добрышин.
Образование получил в 1-м Московском кадетском корпусе.
В военную службу вступил 30 августа 1889 года. Окончил 2-е военное Константиновское училище (1891). Выпущен в лейб-гвардии Семеновский полк. Подпоручик (ст. 05.08.1891). Поручик (ст. 05.08.1895).
Окончил Николаевскую академию Генштаба (1897; по 1-му разряду). Штабс-капитан гвардии с переименованием в капитаны Генерального штаба (ст. 19.05.1897). Состоял при Виленском военном округе. Старший адъютант штаба 45-й пехотной дивизии (17.01.1898—09.09.1900). Цензовое командование ротой отбывал в лейб-гвардии Егерском полку (07.11.1899—07.11.1900). Был помощником делопроизводителя генерал-квартирмейстера части Главного штаба (09.09.1900—01.05.1903).
Подполковник (ст. 01.04.1901). Столоначальник Главного штаба (01.05.1903-01.08.1904). Помощник начальника отделения Главного штаба (01.08.—20.12.1904). Штаб-офицер, заведующий обучающимися в Николаевской военной академии офицерами (20.12.1904—24.12.1911).
Полковник (ст. 06.12.1906). Цензовое командование батальоном отбывал в лейб-гвардии Егерском полку (18.05.-21.09.1909). 24 декабря 1911 года был назначен командиром 8-го Финляндского стрелкового полка, во главе которого выступил на фронт Первой мировой войны в составе 2-й Финляндской стрелковой бригады.
Генерал-майор (пр. 31.12.1914; ст. 13.09.1914; за отличия в делах). Начальник штаба 26-го армейского корпуса генерала А. А. Гернгросса (с 19.01.1915). Командующий Кавказской гренадерской дивизией (с 11.09.1916 по 15.04.1917).
После Февральской революции, 15 апреля 1917 года был назначен исполняющим должность начальника штаба 10-й армии, ближайший помощник генерала Н. М. Киселевского. Генерал-лейтенант (пр. 23.08.1917; за отличие) с назначением командиром 38-го армейского корпуса 10-й армии Западного фронта.
По 21 марта 1918 года Добрышин был членом Военного совета Российской империи, после чего добровольно поступил на службу в РККА. Был включен в список Генштаба РККА от 15.07.1919. В списке Генштаба РККА от 07.08.1920 не значится.
На 1930 год проживал в Ленинграде. К 1941 году находился там же. Умер во время блокады города в феврале 1942 года. Захоронен на Большеохтинском кладбище.
Был женат, имел пятерых детей.

## Награды
- Награждён орденом Св. Георгия 4-й степени (31 марта 1916 — за отличие командиром 8-го Финляндского стрелкового полка) и Георгиевским оружием (21 мая 1915 года).
- Также награждён орденами Св. Станислава 3-й степени (1901); Св. Анны 3-й степени (1904); Св. Станислава 2-й степени (1906); Св. Анны 2-й степени (06.12.1909); Св. Владимира 4-й степени (1912); мечи и бант к ордену Св. Владимира 4-й степени (1914); Св. Владимира 3-й степени с мечами (1915); Св. Станислава 1-й степени с мечами (1915); мечи к Св. Анны 2-й степени (1916).